# Live in the UK 2008
Live in the UK 2008 — концертный альбом американской рок-группы Paramore, вышедший в 2008 году.

## Об альбоме
Live in the UK 2008 вышел ограниченным тиражом, и лишь с тремя живыми выступлениями в Манчестере, Брикстоне и Бирмингеме. Считается, что у альбома всего 1000 экземпляров, в то время как первоначально задумывалось выпустить отдельные альбомы под каждый из концертов.
Поклонники могли либо предварительно заказать альбом в режиме онлайн через LiveConcert или купить альбом прямо на концерте. Существовал вариант купить альбом сам по себе, либо купить его переиздание в Великобритании. Первые 200 кто заказал альбом с синглами онлайн получил подписанную версию сингла «Misery Business». Покупка синглов на концерте означала, что у каждого есть шанс 1 из 5 получить подписанную копию.

## Список композиций
Слова и музыка всех песен — Paramore.
| №  | Название                                 | Длительность |
| -- | ---------------------------------------- | ------------ |
| 1. | «For a Pessimist, I'm Pretty Optimistic» | 4:33         |
| 2. | «Born for This»                          | 4:12         |
| 3. | «Emergency»                              | 4:52         |
| 4. | «Never Let This Go»                      | 4:47         |
| 5. | «Fences»                                 | 3:47         |
| 6. | «Let the Flames Begin»                   | 6:03         |
| 7. | «When It Rains»                          | 3:37         |

| №  | Название              | Длительность |
| -- | --------------------- | ------------ |
| 1. | «Crushcrushcrush»     | 3:34         |
| 2. | «Pressure»            | 4:47         |
| 3. | «Here We Go Again»    | 3:17         |
| 4. | «That's What You Get» | 5:04         |
| 5. | «My Heart»            | 6:34         |
| 6. | «Decoy»               | 4:29         |
| 7. | «Misery Business»     | 3:46         |